# 岐阜県道471号谷高山線
岐阜県道471号谷高山線（ぎふけんどう471ごう たにたかやません）は、岐阜県飛騨市から同県高山市に至る一般県道である。

## 概要
岐阜県飛騨市古川町谷の岐阜県道75号神岡河合線交点である飛騨警察署鷹狩警察官駐在所前を起点とする。起点から飛騨市古川町上野までの区間は宮川右岸側を通り、対岸を通る国道41号とほぼ並行する。飛騨市古川町宮城町の上野交差点から同市高野の新蛤橋手前の区間は国道41号との重複区間である。新蛤橋手前で国道41号と分岐して宮川右岸を進み、高山市に入る。
高山市国府町名張（浄覚寺付近の名前なし交差点）から終点の同市冬頭町（冬頭町交差点）までの区間は、2016年（平成28年）3月31日以降2つの経路に分かれている。各経路について以下で述べる。
従来からの経路は、途中寿美峠を越えるルートとなっている。高山市国府町名張から同市国府町瓜巣までは岐阜県道482号新田飛騨国府停車場線と重複する。分岐して寿美峠を越えた後、中部縦貫自動車道高山インターチェンジの東側を通り、高山市上切町の久美愛厚生病院入口交差点で南に折れ、上切町交差点に至る。上切町交差点からは国道41号高山国府バイパスと重複して高山市街方面に進み、終点の高山市冬頭町の冬頭町交差点に至る。
2016年に指定された新経路は宮川左岸に沿うルートとなっている。従来の経路との交差点から高山市国府町名張地内を岐阜県道482号新田飛騨国府停車場線と重複して進み、名張交差点から国道41号と重複して高山市街方面に進む。同市国府町金桶の金桶橋西交差点から東に分岐し、越中東街道を通る。高山市下切町の下切町交差点からは岐阜県道89号高山上宝線と合流して重複し、終点の冬頭町交差点に至る。新経路のうち高山市国府町金桶（金桶橋西交差点） - 同市冬頭町（冬頭町交差点）間（約6.7km）は国道41号高山国府バイパスに並行する旧道区間である。この区間は高山国府バイパスが2015年に整備完了したことに伴い、2016年4月1日に国道の指定から外れて岐阜県に移管され、前日3月31日付で本路線および岐阜県道89号高山上宝線（一部区間のみ）として指定された。

### 路線データ
- 起点：岐阜県飛騨市古川町谷（岐阜県道75号神岡河合線交点）
- 終点：岐阜県高山市冬頭町[1]（冬頭町交差点=国道41号、岐阜県道89号高山上宝線交点）
- 重要な経過地：岐阜県高山市国府町

## 沿革
- 1977年（昭和52年）2月27日：認定[2]
- 2016年（平成28年）3月31日：区域および終点の変更。終点が高山市上切町（上切町交差点）から国道41号高山方面に延長され、高山市冬頭町（冬頭町交差点）に変更される。また、高山市国府町名張字明石から終点の高山市冬頭町（冬頭町交差点）までの間に新経路が追加される。新経路には国道41号の高山国府バイパスに並行する旧道区間（高山市国府町金桶（金桶橋西交差点） - 同市冬頭町（冬頭町交差点）間）を含む[1]。

## 路線状況

### 重複区間
- 国道41号（国道472号重複）：飛騨市古川町宮城町（上野交差点） - 同市古川町高野間、高山市国府町名張（名張交差点） - 同市国府町金桶（金桶橋西交差点）間、高山市上切町（上切町交差点） - 同市冬頭町（冬頭町交差点）間
- 岐阜県道482号新田飛騨国府停車場線：高山市国府町名張（名張交差点） - 同市国府町瓜巣間
- 岐阜県道89号高山上宝線：高山市下切町（下切町交差点） - 同市冬頭町（冬頭町交差点）間

## 地理

### 通過する自治体
- 岐阜県
  - 飛騨市
  - 高山市

### 交差する道路
- 岐阜県道75号神岡河合線：飛騨市古川町谷
- 国道41号（国道472号重複※以降同様）：飛騨市古川町宮城町（上野交差点）
- 岐阜県道90号古川清見線・岐阜県道480号飛騨古川停車場線：飛騨市古川町高野・稲葉交差点
- 国道41号：飛騨市古川町高野
- 岐阜県道479号古川宇津江四十八滝国府線：高山市国府町宇津江（四十八滝橋南交差点）
- 岐阜県道482号新田飛騨国府停車場線：高山市国府町名張（浄覚寺付近の名前なし交差点）

寿美峠経由の経路は以下の道路と交差する。
- 岐阜県道482号新田飛騨国府停車場線：高山市国府町瓜巣
- 国道41号高山国府バイパス・岐阜県道73号高山清見線：高山市上切町（上切町交差点）
- 国道41号高山バイパス・岐阜県道89号高山上宝線（本路線の宮川沿い経路と重複）：高山市冬頭町（冬頭町交差点）

宮川沿いの経路は以下の道路と交差する。
- 国道41号・岐阜県道482号新田飛騨国府停車場線：高山市国府町名張（名張交差点）
- 国道41号：高山市国府町金桶（金桶橋西交差点）
- 岐阜県道476号古川国府線：高山市国府町上広瀬（金桶橋東交差点）
- 岐阜県道89号高山上宝線：高山市下切町（下切町交差点）
- 岐阜県道460号石浦陣屋下切線：高山市松本町（松本町北交差点）
- 国道41号高山バイパス・高山国府バイパス（本路線の寿美峠経由経路と重複）：高山市冬頭町（冬頭町交差点）

### 主な峠
- 寿美峠（高山市）

### 周辺
- 宮川
- JR高山本線 飛騨細江駅
- JR高山本線 杉崎駅
- 飛騨市立古川中学校
- 岐阜県警察 飛騨警察署
- 飛騨古川祭資料館
- 中部縦貫自動車道（高山清見道路）高山インターチェンジ